# Гайфуллин, Миниахмет Зиннатович
Миниахме́т Зинна́тович Гайфу́ллин (1914—2002) — советский нефтяник, Герой Социалистического Труда (1959).
Один из первых в БАССР освоил бурение скважин уменьшенного диаметра, турбинное бурение; инициатор скоростной проходки скважин.
Участник освоения Введеновского, Грачёвского, Ишимбайского, Кинзебулатовского, Тереклинского нефтяных месторождений.

## Биография
Родился 28 августа 1914 года в селе Буриказганово Стерлитамакского уезда Уфимской губернии (ныне Стерлитамакский район Республики Башкортостан).
Трудовую деятельность начал в 1930 году в колхозе «Игенчеляр» будущего Стерлитамакского района.
Буровой рабочий, бурильщик, буровой мастер конторы бурения НПУ «Ишимбайнефть» (1933—1969).
Указом Президиума Верховного Совета СССР от 19 марта 1959 года за выдающиеся успехи, достигнутые в деле развития нефтяной и газовой промышленности, Гайфуллину Миниахмету Зиниятовичу присвоено звание Героя Социалистического Труда с вручением ордена Ленина и золотой медали «Серп и Молот».
Умер 19 апреля 2002 года в Ишимбае.

## Память
В его честь названа улица в Ишимбае.

## Награды
- Орден Трудового Красного Знамени (1952),
- Герой Социалистического Труда (1959),
- Орден Ленина (1959),
- Орден Трудового Красного Знамени (1961),
- Медали.